# Limonia pygmea
Limonia pygmea är en tvåvingeart som först beskrevs av Pierre Justin Marie Macquart 1838.
Limonia pygmea ingår i släktet Limonia och familjen småharkrankar. Artens utbredningsområde är Senegal. Inga underarter finns listade i Catalogue of Life.